# Vaiatu (Kadrina)
Vaiatu – wieś w Estonii, w prowincji Virumaa Zachodnia, w gminie Kadrina.